# Hermann von Keyserlingk
Hermann Graf von Keyserlingk (* 17. März 1812 in Kabillen, Gouvernement Kurland; † 16. April 1880) war ein kurländischer Gutsbesitzer und Landesbeamter.

## Leben
Hermann von Keyserlingk wurde als Sohn des Grafen Heinrich Diedrich von Keyserlingk, zweiten Grafen zu Rautenburg und Erbherrn auf Kabillen, und der Annette geb. Freiin Nolde geboren. Er studierte an der Georg-August-Universität Göttingen und der Rheinischen Friedrich-Wilhelms-Universität Bonn Rechtswissenschaften. 1828/29 wurde er Mitglied der Curonia Goettingensis VII. 1830 schloss er sich dem Corps Curonia Bonn und 1831 dem Corps Borussia Bonn an. Nach dem Studium wurde er Herr auf Aistern und Kabillen in Kurland. Er war Hauptmann des Kreises Tuckum in Kurland sowie Obereinnehmer und residierender Kreismarschall der kurländischen Ritterschaft und Landschaft. Von Keyserlingk betätigte sich schriftstellerisch. So schrieb er über die Geschichte der Ostseegouvernements.